# ذا هانتنج بارتي (فلم)
ذا هانتنج بارتي (بالإنجليزية: The Hunting Party) هو فيلم إثارة تم إنتاجه في الولايات المتحدة وصدر في سنة 2007. الفيلم من إخراج ريتشارد شيبرد وكتابة ريتشارد شيبرد. من بطولة ريتشارد جير وترنس هوارد وجيسي آدم آيزينبيرغ وديان كروغر وديلان بيكر. وتدور الحدث حول الحرب في البوسنة والهرسك في فترة التسعينيات من القرن العشرين.

## الميزانية والإيرادات
بلغت تكلفة إنتاج الفيلم حوالي 40 مليون دولار بينما حقق أرباحا تقدر بـ 969869 6674540 دولار.

## وصلات خارجية
- الموقع الرسمي
- مقالات تستعمل روابط فنية بلا صلة مع ويكي بيانات
- The Esquire article written by the journalist Scott Anderson October 1, 2000